# Кременецький автобус
Кременецький автобус — система автобусного громадського транспорту міста Кременець. Основними перевізниками є приватні підприємці. Система складається з міських та приміських маршрутів. Станом на 2020 рік в місті діє 12 маршрутів. Більшість приміських рейсів також здійснюються перевезення по місту.

## Історія
Маршрут № 6А був скасований, але його відновили.
З 18 березня по 18 червня транспорт був повністю призупинений через пандемію COVID-19.
На час пандемії COVID-19 деякі автобусні маршрути скасували.

## Маршрути
| №    | Початковий пункт | Маршрут руху         | Кінцевий пункт       | Перевізник                             | Примітки |
| ---- | ---------------- | -------------------- | -------------------- | -------------------------------------- | -------- |
| 2    | вул. Вербова     |                      | Райлікарня           | ФОП Микитинець О.В. ФОП Оболончик Г.В. |          |
| 2А   | вул. Вербова     |                      | Райлікарня           | ФОП Бічак І.І.                         |          |
| 4    | Зеблази          | Пересілки            | Цукровий завод       | ФОП Гнатюк І.А.                        |          |
| 6А   | Райлікарня       |                      | вул. Корнії          | ФОП Дуб І.М.                           |          |
| 9    | вул. Вербова     |                      | Сапанів              | ФОП Мандзюк В.В.                       |          |
| 9/10 | Автовокзал       |                      | Почаїв               | ФОП Кухарук М.З.                       |          |
| 11   | вул. Вербова     |                      | Лісотехнічний коледж | ФОП Микитинець О.В.                    |          |
| 13   | вул. Вишневецька | Центр, автовокзал    | Цукровий завод       | ФОП Дуб І.М. ФОП Мандзюк В.В.          |          |
| 13/1 | вул. Вишневецька |                      | Цукровий завод       |                                        |          |
| 13/3 | вул. Вишневецька |                      | Цукровий завод       |                                        |          |
| 13/8 | вул. Вишневецька |                      | Цукровий завод       | ФОП Бонікевич С.Г. ФОП Дуб І.М.        |          |
| 13/9 | вул. Вишневецька | Автовокзал, Млинівці | Цукровий завод       | ФОП Гусак Я.П.                         |          |